# سعوان (صنعاء)
بني جرم صنعاء

تعديل مصدري - تعديل

حي سعوان أحد أحياء مديرية شعوب في محافظة أمانة العاصمةاليمنية. بلغ عدد سكانه 1560 نسمة حسب التعداد السكاني في اليمن لعام 2004.

## الحارات
| الحارة           | عدد المساكن | عدد الأسر | الذكور | الأناث | الإجمالي |
| ---------------- | ----------- | --------- | ------ | ------ | -------- |
| حارة الخانق      | 80          | 62        | 245    | 210    | 455      |
| حارة المفزر      | 189         | 174       | 735    | 284    | 1019     |
| حارة قرية الغرزه | 18          | 18        | 52     | 34     | 86       |
| الإجمالي         | 287         | 254       | 1032   | 528    | 1560     |